# Новий Любель
Новий Любель (пол. Nowy Lubiel) — село в Польщі, у гміні Жонсьник Вишковського повіту Мазовецького воєводства.
Населення — 253 особи (2011).
У 1975-1998 роках село належало до Остроленцького воєводства.
Похорони польського солдата Матеуша Сітека, який загинув у нападі під час міграційної кризи на на польсько-білоруському кордоні, відбулися 12 червня 2024 року в Новому Любелі.

## Демографія
Демографічна структура станом на 31 березня 2011 року:
|          | Загалом | Допрацездатний вік | Працездатний вік | Постпрацездатний вік |
| -------- | ------- | ------------------ | ---------------- | -------------------- |
| Чоловіки | 125     | 25                 | 91               | 9                    |
| Жінки    | 128     | 28                 | 77               | 23                   |
| Разом    | 253     | 53                 | 168              | 32                   |